# Gustav Canaval
Gustav Adolf Canaval di Moneta (* 5. August 1898 in Linz; † 26. November 1959 in Salzburg) war ein österreichischer Journalist und Mitherausgeber sowie Chefredakteur der Salzburger Nachrichten.

## Leben

### Ausbildung und erste journalistische Tätigkeiten
Gustav Adolf Canaval kam als Sohn des Bahnbeamten der Mühlkreisbahn Max Canaval und dessen Gattin Franziska, geb. Nützlader zur Welt. Er besuchte die Realschule und entwickelte neben einer Vorliebe für Elektrotechnik und Chemie eine Neigung zur Staatskunde. Nach mehreren Studienversuchen in Wien (Medizin und Technik) promovierte er schließlich in Graz in den Fächern Staatswissenschaft und Nationalökonomie. Seit 1918 war er Mitglied der katholischen Studentenverbindung KaV Norica Wien.
Bereits während seiner Studienzeit betätigte er sich journalistisch bei der Reichspost, bevor er ab 1. Juli 1934 Redakteur der Sturmscharen-Wochenzeitung Sturm über Österreich wurde. Ein Jahr darauf war er als Redakteur und Teilhaber beim Boulevardblatt Telegraf tätig, dessen Kurs sich scharf gegen den aufkommenden Nationalsozialismus richtete. Seiner eigenen anti-nationalsozialistischen Lebenseinstellung treu geblieben wurde er nach dem Einmarsch der deutschen Truppen 1938 in der Redaktion verhaftet und in das KZ Flossenbürg und später weiter in das KZ Dachau verbracht. Nach mehrjähriger Haft wurde er 1945, unmittelbar vor der bereits angeordneten Vollstreckung des über ihn verhängten Todesurteils von der United States Army befreit.

### Gründung der Salzburger Nachrichten
Am 23. Oktober 1945 erhielt er gemeinsam mit dem Druckereidirektor Max Dasch von den amerikanischen Besatzern das Permit No. 1. für die Herausgabe einer Tageszeitung (Salzburger Nachrichten). Er wurde erster Chefredakteur und trat unbeirrt für die Überwindung der alten ideologisch-parteipolitischen Gegensätze und für eine Versöhnungspolitik mit den ehemaligen Nationalsozialisten ein. Zudem verschrieb er sich der Erneuerung eines gesunden österreichisch-deutschen Verhältnisses sowie der Neugestaltung der Beziehungen zu den Nachbarvölkern. 1946 heiratete er Antonie Beer, mit der er drei Töchter und einen Sohn bekam. Im Jahr 1947 gründete Gustav Canaval in Salzburg den Verband zur Wahrung der Staatsbürgerrechte. Ziel des Verbands war die Förderung der Demokratiegesinnung ehemaliger Mitglieder der NSDAP und die Wiedereinbindung dieser Personen in das österreichische Wahlrecht.
Bekannte, größere Publikationen Canavals sind seine Monografie über den Vertrag von Genf 1922 und Monarchie nicht gestern, sondern morgen (1956). Für seine Leistungen erhielt er 1957 das Große Ehrenzeichen für Verdienste um die Republik Österreich. Die Stadt Salzburg ehrte ihn 1971 mit der Benennung einer Straße im Stadtteil Schallmoos.

### Ableben und Nachfolge
Gustav Canaval verstarb am 26. November 1959 und wurde am Salzburger Kommunalfriedhof beerdigt. Bis zu seinem Ableben prägte er als Herausgeber und Chefredakteur wesentlich den Kurs der Salzburger Nachrichten. Sein Nachfolger als Chefredakteur wurde René Marcic. Seine ursprünglich nicht in der Firma tätige Gattin Antonie übernahm seinen 50-Prozent-Anteil und fungierte bis zu ihrem eigenen Ableben im Jahr 1975 als Mitherausgeberin. Seine vier Kinder veräußerten ihre, ihnen nach dem Tode der Mutter zugefallenen Anteile zur Gänze an Max Dasch.